# Sycoecus nyassossoensis
Sycoecus nyassossoensis är en stekelart som beskrevs av Van Noort 1993. Sycoecus nyassossoensis ingår i släktet Sycoecus och familjen fikonsteklar.
Artens utbredningsområde är Kamerun. Inga underarter finns listade i Catalogue of Life.